# Dubtsches
Der Dubtsches (russisch Дубчес; im Oberlauf auch Bolschoi Dubtsches, „Großer Dubtsches“) ist ein 433 km langer linker Nebenfluss des Jenissei in der Region Krasnojarsk in Russland.
Der Dubtsches entsteht in einem Sumpfgebiet im hügeligen Ostteil des Westsibirischen Tieflands, den er stark mäandrierend in vorwiegend südöstlicher Richtung durchfließt. Er mündet wenig unterhalb des Dorfes Sotino, in dessen Nähe sich die Klimaforschungsstation Zotino Tall Tower Observation Facility befindet, gut 300 km nordnordwestlich der Stadt Jenisseisk in den Jenissei.
Das Einzugsgebiet des Flusses umfasst 15.300 km². Die bedeutendsten Nebenflüsse sind der Kamenny Dubtsches („Steiniger Dubtsches“, auch Teultsches; Länge 268 km) von links sowie Bolschoi Togultsches („Großer Togultsches“; 190 km), Sandaktsches (112 km) und Totsches (162 km) von rechts.
Der Abfluss im Mittellauf des Flusses, 157 km oberhalb der Mündung beträgt im Jahresmittel 89,94 m³/s, bei einem maximalen monatlichen Mittel von 369 m³/s im Mai und einem minimalen monatlichen Mittel von 20,74 m³/s im März.
Der Dubtsches durchfließt auf seiner gesamten Länge den sehr dünn besiedelten Südwesten des Rajons Turuchanski. Einzige Ortschaft am Fluss ist das vorwiegend von Altorthodoxen bewohnte Dorf Sandaktsches bei der Einmündung des gleichnamigen Nebenflusses.